# Jean Piaubert
Jean Piaubert est un peintre français né le 27 janvier 1900 à Feydieu, Le Pian (Gironde) et décédé en 2002.

## Biographie
En 1918 il commence à peindre et entre à l'École des Beaux-Arts de Bordeaux. Pour gagner sa vie il travaille dans un atelier de décors de théâtre. De 1920 à 1921 il fait son service militaire à Bordeaux.
De 1922 à 1930: Piaubert vient à Paris. Ses débuts sont difficiles. Il fréquente les académies de la Grande Chaumière et de divers autres ateliers de Montparnasse. À cette époque, sa peinture est empreinte de classicisme. Paul Poiret s'intéresse à ses premières œuvres et lui commande des maquettes de tissus, de costumes de théâtre, créations de robes également, pour les cours d'Espagne et d'Angleterre. Pendant cette période laborieuse, Piaubert fait la connaissance de Friesz, Dufy, et Derain.
En 1932 a lieu sa première exposition particulière à la Galerie Zak.

## Œuvres
- Musée national d'art moderne, Paris
  - Portrait-de-l'oiseau-qui-n'existe-pas, dessin
  - Heure claire
  - Sans-titre, huile sur toile, 16 × 27,5 cm
- Musée d'art moderne et contemporain de Strasbourg
  - Feu d'argile
  - Bas-relief
  - 2 estampes, 1 dessin
- Musée des beaux-arts de Bordeaux
  - Aux alentours de l'aurore
  - Naxos
- Musée de Grenoble
  - Aux confins de soi-même
- Musée des beaux-arts de Caen
  - Espace métaphysique II 1965
- Musée Ingres, Montauban
  - Spatialité

- Catharsis (1958)
- Afrique Noire (1951)

## Sélection d'expositions
- 1933 - Salon des Tuileries
- 1946 et 1961 - Salon de Mai
- 1946 - Salon des Réalités Nouvelles
- 1947 - Paris, deuxième volet de Peintures abstraites, galerie Denise René
- 1951 et 1955 - Biennale de São Paulo
- 1953 - New York: Young European Painters, musée Solomon R. Guggenheim
- 1956 - Salons de Mai et de l'École de Paris
- 1959 - documenta 2, Cassel
- 1961 - Biennale de Tokyo.